# Cyphacolus bouceki
Cyphacolus bouceki är en stekelart som beskrevs av Austin och Muhammad Iqbal 2005. Cyphacolus bouceki ingår i släktet Cyphacolus och familjen Scelionidae. Inga underarter finns listade i Catalogue of Life.